# César Valoyes
César Valoyes  (Bahía Solano, Chocó,  Colombia, 5 de enero de 1984) es un exfutbolista colombiano. Jugaba como delantero. Desde junio de 2022 es accionista y presidente del Atlético Chiriquí de la Primera División de Panamá.

## Trayectoria

### Veracruz
En el primer semestre de 2009 jugó con el Tiburones Rojos de Veracruz de la Primera División 'A' de México.

### Medellín
Luego de seis meses sin continuidad, regresó a Colombia para jugar de nuevo con el Independiente Medellín. Sin embargo, sufre una lesión en junio de 2010 que lo dejará fuera de las canchas al menos durante cuatro meses.
Se marchó con un total de 33 goles anotados en 216 partidos entre sus 2 etapas.

### Real Cartagena
En 2012 regresó a Colombia para jugar en el Real Cartagena de la Categoría Primera A colombiana, pero luego de 17 fechas, el equipo costeño desciende a la B y jugará el próximo año en la segunda categoría del Fútbol Profesional Colombiano.

### Juan Aurich
En 2015 se convierte en jugador de Juan Aurich de Perú. El 5 de marzo de 2015 marca un gol por la Copa Libertadores 2015 ante Club San José de Bolivia.

### Ayacucho FC
En 2016 fue contratado por el club Ayacucho FC, donde viene participando.

## Selección nacional
Jugó la Copa de Oro 2005 en Estados Unidos y la Copa América 2007 con la selección colombiana.

### Goles internacionales
| # | Fecha             | Lugar                    | Rival  | Gol | Resultado | Competición |
| - | ----------------- | ------------------------ | ------ | --- | --------- | ----------- |
| 1 | 9 de mayo de 2007 | Rommel Fernández, Panamá | Panamá | 2-0 | 4-0       | Amistoso    |

### Participaciones enCopas América
| Copa América      | Sede      | Resultado      | PJ | Goles |
| ----------------- | --------- | -------------- | -- | ----- |
| Copa América 2007 | Venezuela | Fase de grupos | 1  | 0     |

### Participaciones enCopas Oro
| Copa Oro      | Sede           | Resultado   | PJ | Goles |
| ------------- | -------------- | ----------- | -- | ----- |
| Copa Oro 2005 | Estados Unidos | Semifinales | 1  | 0     |

## Clubes

### Como jugador
| Club                   | País     | Año         |
| ---------------------- | -------- | ----------- |
| Independiente Medellín | Colombia | 2003 - 2007 |
| Santa Fe               | Colombia | 2008        |
| Tiburones Veracruz     | México   | 2009        |
| Independiente Medellín | Colombia | 2009 - 2011 |
| Wuhan Zall             | China    | 2012        |
| Real Cartagena         | Colombia | 2012        |
| Atlético Huila         | Colombia | 2013 - 2014 |
| UTC Cajamarca          | Perú     | 2014        |
| Juan Aurich            | Perú     | 2015        |
| Ayacucho               | Perú     | 2016        |
| Patriotas Boyacá       | Colombia | 2017        |
| Cultural Santa Rosa    | Perú     | 2018        |

### Como presidente
| Club              | País   | Año           |
| ----------------- | ------ | ------------- |
| Atlético Chiriquí | Panamá | 2022-presente |

## Estadísticas
| Club                              | Temporada     | Liga  | Liga  | Copa nacional | Copa nacional | Copa internacional | Copa internacional | Total | Total |
| Club                              | Temporada     | Part. | Goles | Part.         | Goles         | Part.              | Goles              | Part. | Goles |
| --------------------------------- | ------------- | ----- | ----- | ------------- | ------------- | ------------------ | ------------------ | ----- | ----- |
| Independiente Medellín · Colombia |               |       |       |               |               |                    |                    |       |       |
| 2003/07                           | 129           | 25    | —     | —             | 9             | 3                  | 138                | 28    |       |
| 2009                              | 12            | 1     | 8     | 0             | —             | —                  | 20                 | 1     |       |
| 2010                              | 20            | 2     | 5     | 0             | 5             | 1                  | 30                 | 3     |       |
| 2011                              | 24            | 1     | 4     | 0             | —             | —                  | 28                 | 1     |       |
| Total club                        | 185           | 29    | 17    | 0             | 14            | 4                  | 216                | 33    |       |
| Santa Fe · Colombia               |               |       |       |               |               |                    |                    |       |       |
| 2008                              | 30            | 5     | 3     | 0             | —             | —                  | 33                 | 5     |       |
| Total club                        | 30            | 5     | 3     | 0             | 0             | 0                  | 33                 | 5     |       |
| Tiburones Rojos · México          |               |       |       |               |               |                    |                    |       |       |
| 2009                              | 9             | 0     | 4     | 0             | —             | —                  | 13                 | 0     |       |
| Total club                        | 9             | 0     | 4     | 0             | 0             | 0                  | 13                 | 0     |       |
| Wuhan Zall China                  |               |       |       |               |               |                    |                    |       |       |
| 2012-l                            | 10            | 1     | 0     | 0             | —             | —                  | 10                 | 1     |       |
| Total club                        | 10            | 1     | 0     | 0             | 0             | 0                  | 10                 | 1     |       |
| Real Cartagena · Colombia         |               |       |       |               |               |                    |                    |       |       |
| 2012-ll                           | 10            | 0     | 0     | 0             | —             | —                  | 10                 | 0     |       |
| Total club                        | 10            | 0     | 0     | 0             | 0             | 0                  | 10                 | 0     |       |
| Atlético Huila · Colombia         |               |       |       |               |               |                    |                    |       |       |
| 2013                              | 20            | 0     | 7     | 2             | —             | —                  | 27                 | 2     |       |
| 2014-l                            | 14            | 1     | 0     | 0             | —             | —                  | 14                 | 1     |       |
| Total club                        | 34            | 1     | 7     | 2             | 0             | 0                  | 41                 | 3     |       |
| UTC de Cajamarca · Perú           |               |       |       |               |               |                    |                    |       |       |
| 2014-ll                           | 15            | 7     | 0     | 0             | —             | —                  | 15                 | 7     |       |
| Total club                        | 15            | 7     | 0     | 0             | 0             | 0                  | 15                 | 7     |       |
| Juan Aurich · Perú                |               |       |       |               |               |                    |                    |       |       |
| 2015                              | 27            | 3     | 4     | 0             | 3             | 1                  | 34                 | 4     |       |
| Total club                        | 27            | 3     | 4     | 0             | 3             | 1                  | 34                 | 4     |       |
| Ayacucho · Perú                   |               |       |       |               |               |                    |                    |       |       |
| 2016                              | 36            | 6     | 0     | 0             | —             | —                  | 36                 | 6     |       |
| Total club                        | 36            | 6     | 0     | 0             | 0             | 0                  | 36                 | 6     |       |
| Patriotas Boyacá · Colombia       |               |       |       |               |               |                    |                    |       |       |
| 2017                              | 26            | 2     | 7     | 4             | 4             | 0                  | 37                 | 6     |       |
| Total club                        | 26            | 2     | 7     | 4             | 4             | 0                  | 37                 | 6     |       |
| Cultural Santa Rosa · Perú        |               |       |       |               |               |                    |                    |       |       |
| 2018                              | 26            | 3     | —     | —             | —             | —                  | 26                 | 3     |       |
| Total club                        | 26            | 3     | 0     | 0             | 0             | 0                  | 26                 | 3     |       |
| Total carrera                     | Total carrera | 407   | 57    | 42            | 6             | 21                 | 5                  | 470   | 68    |

### Resumen estadístico
- Actualizado el 24 de octubre de 2018.

| Competición           | Partidos | Goles | Promedio |
| --------------------- | -------- | ----- | -------- |
| Liga                  | 407      | 57    | 0,14     |
| Copas nacionales      | 42       | 6     | 0,14     |
| Copas internacionales | 21       | 5     | 0,28     |
| Selección de Colombia | 3        | 1     | 0,33     |
| Total                 | 473      | 69    | 0,14     |

## Palmarés

### Campeonatos nacionales
| Título              | Club                   | País     | Año  |
| ------------------- | ---------------------- | -------- | ---- |
| Torneo Apertura     | Independiente Medellín | Colombia | 2004 |
| Torneo Finalización | Independiente Medellín | Colombia | 2009 |